# Vouxey
Vouxey [vuksɛ]  est une commune française située dans le département des Vosges, en région Grand Est.

## Géographie

### Localisation

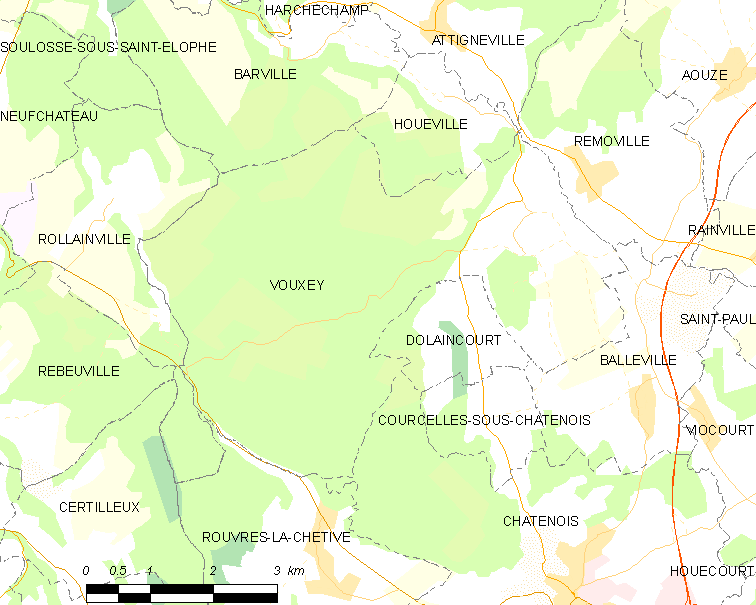
Commune de Vouxey

La commune est située à 12 km à l'est de Neufchâteau, chef-lieu d'arrondissement et sous-préfecture des Vosges, et à environ 60 km à l'ouest d'Épinal, préfecture des Vosges. Le Massif des Vosges s'élève à environ 70 km à vol d'oiseau de la commune, la mer la plus proche est la Manche à environ 380 km.

### Géologie et relief
La commune se compose de 37,33 hectares de territoires artificialisés (1,60 %), 502,55 hectares de territoires agricoles (21,57 %) et 1 789,90 hectares de forêts et milieux semi-naturels (76,82 %).
Espaces naturels :
- Un espace protégé hors Natura 2000 :

Maison forestiere de malavoye et foret environnante.
- Un espace protégé Natura 2000 :

Milieux forestiers et prairies humides des vallées du Mouzon et de l'Anger.
- Deux zones naturelles d'intérêt écologique, faunistique et floristique (Znieff) :

Pays de Neufchâteau,
Forêt de Neufeys et gîte à chiroptères à Vouxey.
Le village de Vouxey est, quant à lui, implanté à mi-hauteur d'une colline appelée Côte de Marmont et se situe à l'écart des grandes routes. Il fait face au village de Removille de par son exposition Nord-Est, la rivière Vair sépare les deux bourgs. Un bois coiffe le haut de la colline. La commune intègre également un hameau du nom de Imbrecourt situé à 800 m au nord du centre bourg.
Le ruisseau de la Sermone coule à proximité de ce hameau. Un ancien moulin à grain, le Moulin Bouton, est implanté à environ 1 km à l'est du village sur les rives du Vair.
La majeure partie de la surface de la commune est recouverte de forêt, la forêt domaniale de Neufeys, également nommée localement forêt du Rendez-vous.
| Rollainville       | Houéville Barville    | Removille  |
| Rebeuville         | Vouxey                |            |
| Rouvres-la-Chétive | Dolaincourt Châtenois | Balléville |

### Hydrographie et les eaux souterraines
Hydrogéologie et climatologie : Système d’information pour la gestion des eaux souterraines du bassin Rhin-Meuse :
Territoire communal : Occupation du sol (Corinne Land Cover); Cours d'eau (BD Carthage),
Géologie : Carte géologique; Coupes géologiques et techniques,
 Hydrogéologie : Masses d'eau souterraine; BD Lisa; Cartes piézométriques.
La commune est située dans le bassin versant de la Meuse au sein du bassin Rhin-Meuse. Elle est drainée par le Vair, le ruisseau Frezelle et le ruisseau la Sermone,.
Le Vair, d'une longueur totale de 65,3 km, prend sa source dans la commune de Dombrot-le-Sec et se jette dans la Meuse à Maxey-sur-Meuse, en limite avec Greux, après avoir traversé 23 communes.
Le ruisseau Frezelle, d'une longueur totale de 16,4 km, prend sa source dans la commune de Rouvres-la-Chétive et se jette dans le Vair à Soulosse-sous-Saint-Élophe, après avoir traversé quatre communes.

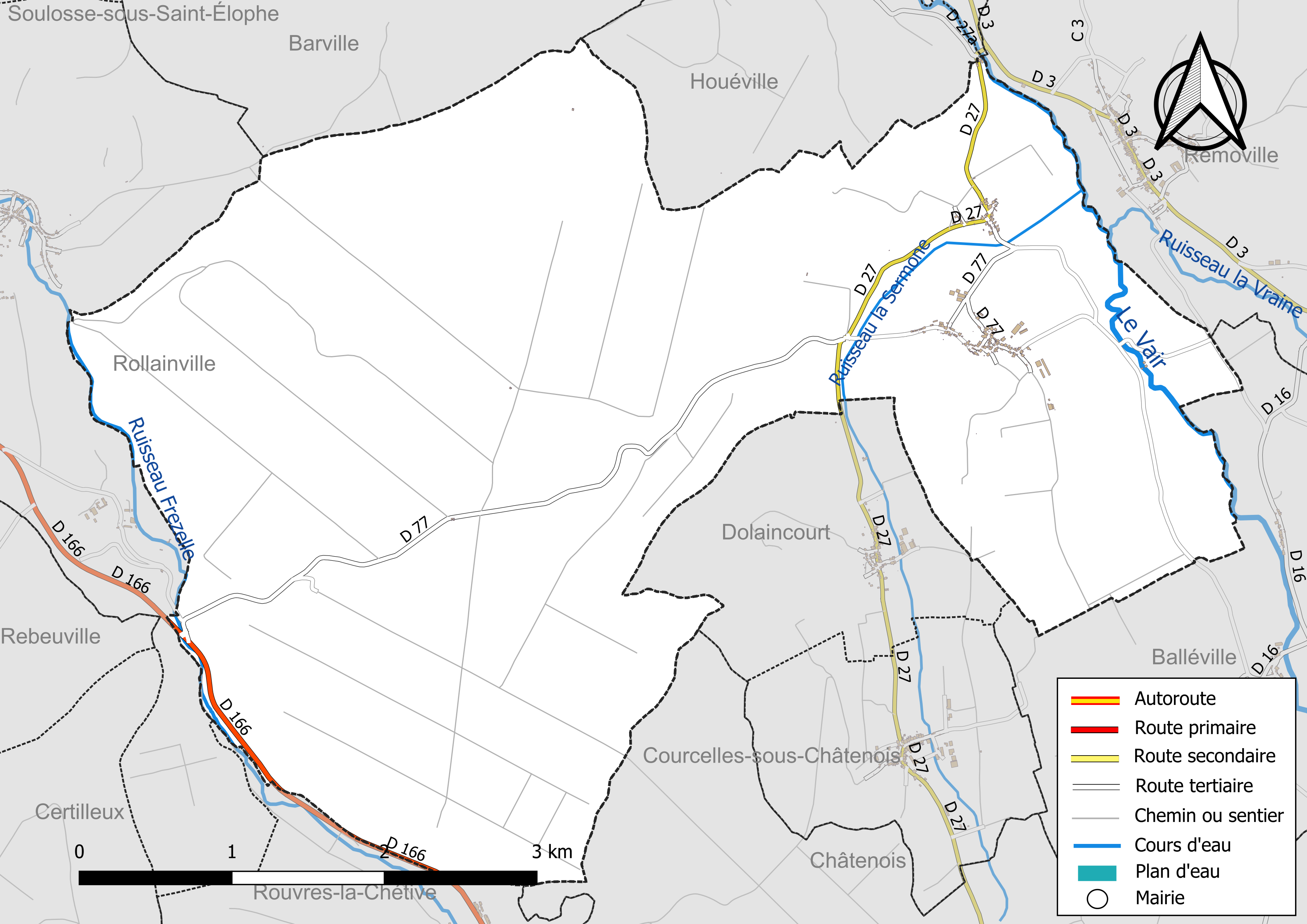
Réseaux hydrographique et routier de Vouxey.

La qualité des cours d’eau peut être consultée sur un site dédié géré par les agences de l’eau et l’Agence française pour la biodiversité.

### Climat
Pour des articles plus généraux, voir Climat du Grand Est et Climat des Vosges.
En 2010, le climat de la commune est de type climat de montagne, selon une étude du Centre national de la recherche scientifique s'appuyant sur une série de données couvrant la période 1971-2000. En 2020, Météo-France publie une typologie des climats de la France métropolitaine dans laquelle la commune est exposée à un climat océanique altéré et est dans la région climatique  Lorraine, plateau de Langres, Morvan, caractérisée par un hiver rude (1,5 °C), des vents modérés et des brouillards fréquents en automne et hiver.
Pour la période 1971-2000, la température annuelle moyenne est de 9,5 °C, avec une amplitude thermique annuelle de 16,9 °C. Le cumul annuel moyen de précipitations est de 1 007 mm, avec 13,6 jours de précipitations en janvier et 9,6 jours en juillet. Pour la période 1991-2020, la température moyenne annuelle observée sur la station météorologique de Météo-France la plus proche, « Rollainville », sur la commune de Rollainville à 7 km à vol d'oiseau, est de 10,3 °C et le cumul annuel moyen de précipitations est de 860,3 mm. 
La température maximale relevée sur cette station est de 39,6 °C, atteinte le 25 juillet 2019 ; la température minimale est de −18,2 °C, atteinte le 20 décembre 2009,,.
Les paramètres climatiques de la commune ont été estimés pour le milieu du siècle (2041-2070) selon différents scénarios d'émission de gaz à effet de serre à partir des nouvelles projections climatiques de référence DRIAS-2020. Ils sont consultables sur un site dédié publié par Météo-France en novembre 2022.

## Urbanisme

### Typologie
Au 1er janvier 2024, Vouxey est catégorisée commune rurale à habitat dispersé, selon la nouvelle grille communale de densité à sept niveaux définie par l'Insee en 2022.
Elle est située hors unité urbaine. Par ailleurs la commune fait partie de l'aire d'attraction de Neufchâteau, dont elle est une commune de la couronne,. Cette aire, qui regroupe 72 communes, est catégorisée dans les aires de moins de 50 000 habitants,.

### Occupation des sols
L'occupation des sols de la commune, telle qu'elle ressort de la base de données européenne d’occupation biophysique des sols Corine Land Cover (CLC), est marquée par l'importance des forêts et milieux semi-naturels (76,7 % en 2018), une proportion identique à celle de 1990 (76,7 %). La répartition détaillée en 2018 est la suivante : 
forêts (68 %), prairies (13,3 %), milieux à végétation arbustive et/ou herbacée (8,7 %), terres arables (8,4 %), zones urbanisées (1,6 %). L'évolution de l’occupation des sols de la commune et de ses infrastructures peut être observée sur les différentes représentations cartographiques du territoire : la carte de Cassini (XVIIIe siècle), la carte d'état-major (1820-1866) et les cartes ou photos aériennes de l'IGN pour la période actuelle (1950 à aujourd'hui).

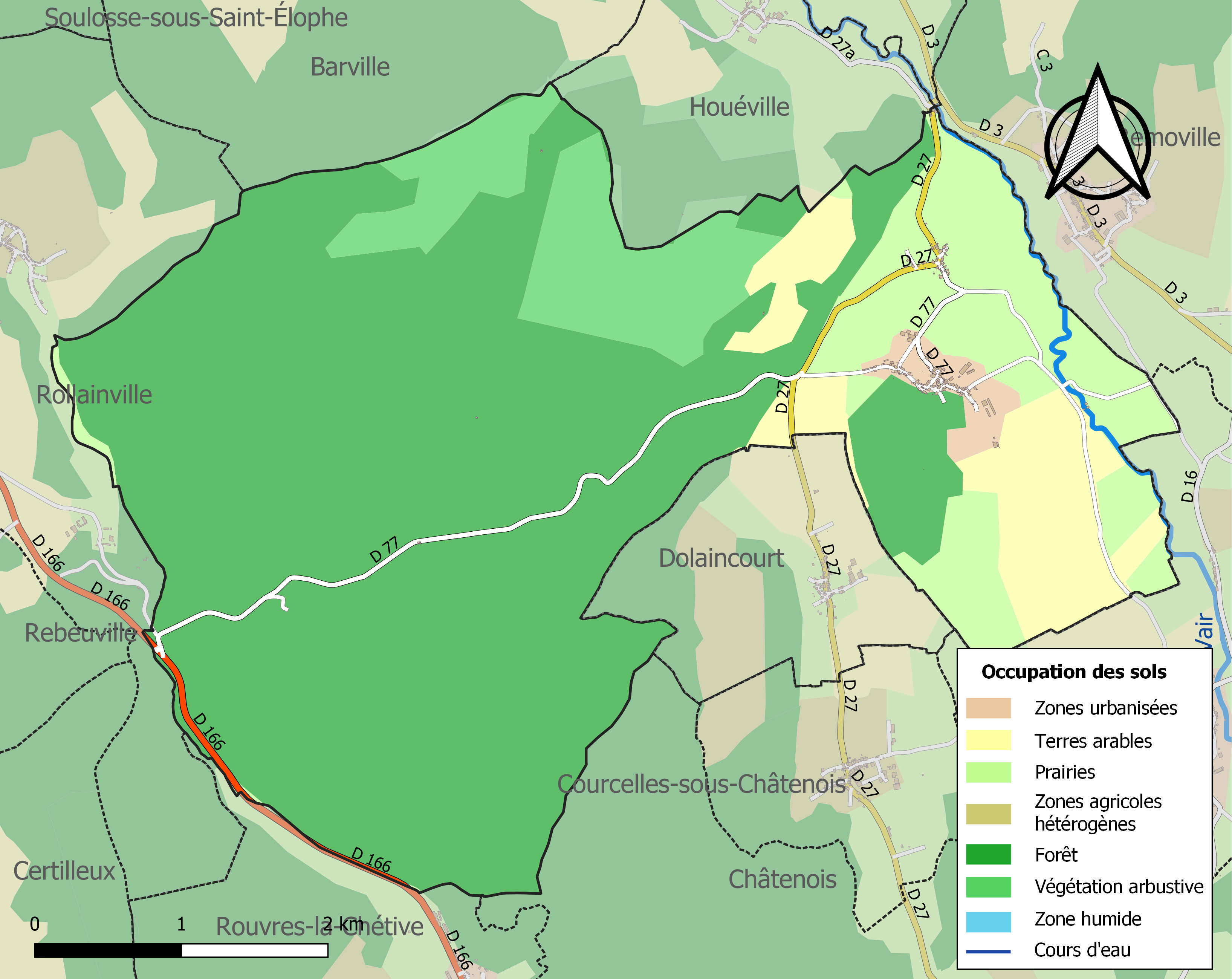
Carte des infrastructures et de l'occupation des sols de la commune en 2018 (CLC).

## Toponymie
Le nom de la localité est attesté sous les formes St. de Wasy (XIe ou XIIe siècle) ; Emvydis de Wysseio (XIIe siècle) ; Tirricus de Visseio (1203) ; Tirricus, miles de Vissey, …Wysei, …Wisseium, … Wysseium (1204) ; « Ecclesiæ de Vyssyo in alodio nostro Castineti sitæ » (1215) ; Apud Wyseium (1215) ; Ecclesiam de Wysseyo (1229) ; Ecclesiam de Wyssei (1229) ; Ch. de Waxeio (1242) ; Curati de Wyceyo (1257) ; Wixei (1267) ; Vyxei (1283) ; Vouxei (1321) ; Thierry de Wyxey (1329) ; Wyxey (1351) ; Wexi (XIVe siècle) ; De Waxeio, Wyxeyo (1402) ; Vouxey (1440) ; Wouxey (1444) ; Vousey (avant 1466) ; Vouxey (1634) ; Vaurey (1656) ; Vouchey (1683) ; Vouxey (1793) ; Vouxey-Imbrecourt (an II) ; Vouxeif (1801).

## Histoire
Vouxey faisait partie du marquisat de Removille, bailliage de Neufchâteau, et appartenait à la seigneurie de Bassompierre,.
De 1792 à l’An X, la commune fut chef-lieu d'un canton de 11 communes dans le district de Neufchâteau, puis fit partie de l'ancien Canton de Châtenois.
L'église, de style gothique flamboyant, date de la fin du XVe siècle. Le clocher roman conservé est de la fin du XIIe siècle.
Au spirituel, le patronage de l’église était confié à l’abbé de Chaumousey, le ressort paroissial comprenant Courcelles-sous-Châtenois et Dolaincourt.

## Politique et administration

### Budget et fiscalité 2023

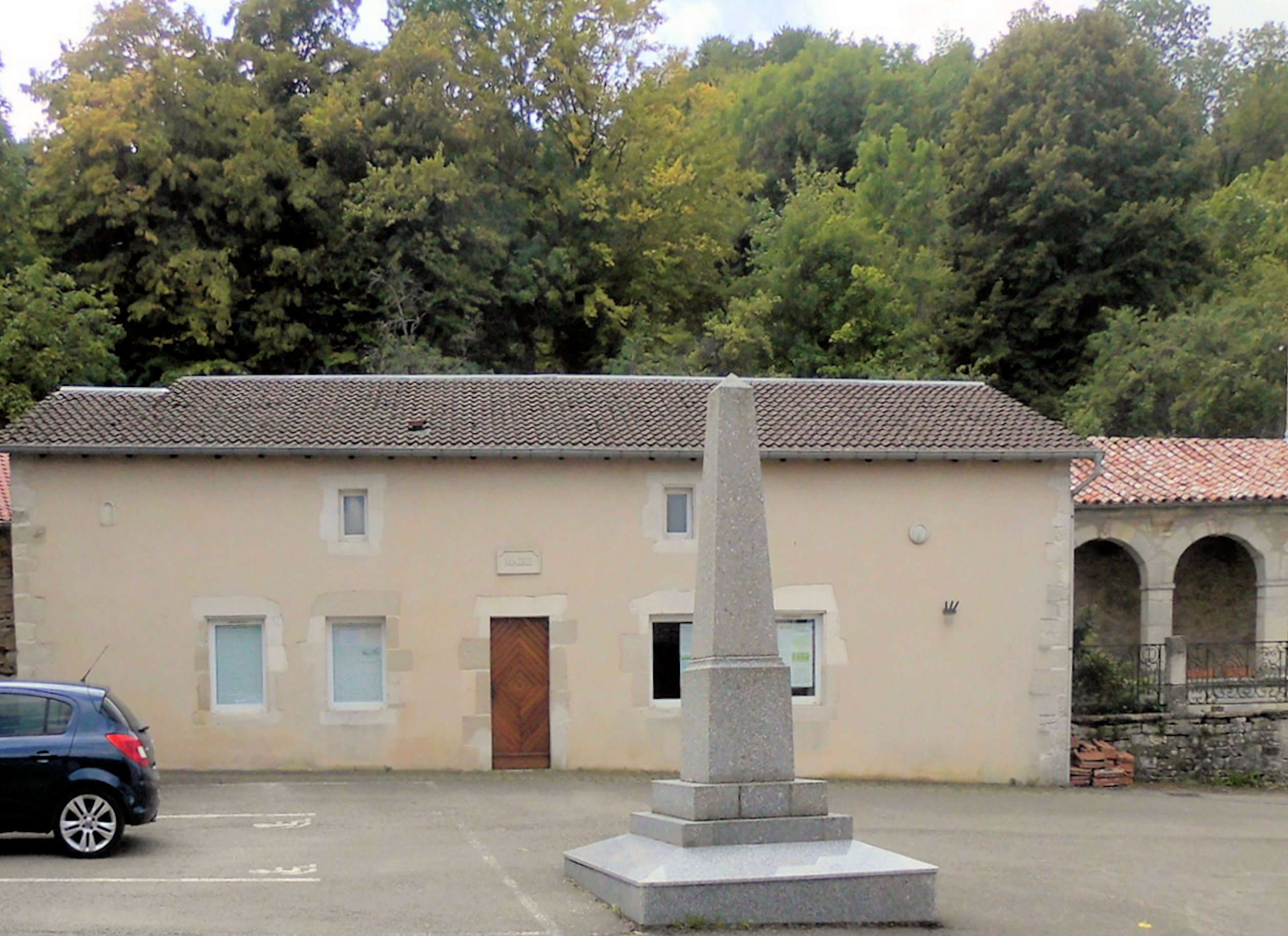
La mairie et le monument aux morts.

En 2023, le budget de la commune était constitué ainsi :
- total des produits de fonctionnement : 134 000 €, soit 811 € par habitant ;
- total des charges de fonctionnement : 82 000 €, soit 499 € par habitant ;
- total des ressources d'investissement : 245 000 €, soit 1 482 € par habitant ;
- total des emplois d'investissement : 338 000 €, soit 2 046 € par habitant ;
- endettement : 110 000 €, soit 665 € par habitant.

Avec les taux de fiscalité suivants :
- taxe d'habitation : 23,56 % ;
- taxe foncière sur les propriétés bâties : 41,91 % ;
- taxe foncière sur les propriétés non bâties : 21,54 % ;
- taxe additionnelle à la taxe foncière sur les propriétés non bâties : 0,00 % ;
- cotisation foncière des entreprises : 0,00 %.

Chiffres clés Revenus et pauvreté des ménages en 2021 : médiane en 2021 du revenu disponible, par unité de consommation : 21 050 €.

## Économie

### Entreprises et commerces

#### Commerces
- Commerces et services de proximité[40].

### Liste des maires
| Période                                  | Période    | Identité                  | Étiquette | Qualité                              |
| ---------------------------------------- | ---------- | ------------------------- | --------- | ------------------------------------ |
| Les données manquantes sont à compléter. |            |                           |           |                                      |
| 1892                                     | 1904       | Victor Alphonse Vuidel    |           |                                      |
| 1904                                     | [1916]     | Victor François Collot    |           |                                      |
| 1920                                     | 1924       | Paul Marie Zéphirin Pérot |           |                                      |
| 1924                                     | 1931       | Félix Barrat              |           |                                      |
| 1933                                     | 1940       | Paul Collot               |           |                                      |
| 1971                                     | mars 2008  | Bernard Bonneville        |           |                                      |
| mars 2008                                | avril 2014 | Pierre Vuidel             |           | Retraité de l’enseignement           |
| avril 2014                               | En cours   | Alain Bonneville          |           | Agriculteur sur moyenne exploitation |

## Population et société

### Démographie

#### Évolution démographique
L'évolution du nombre d'habitants est connue à travers les recensements de la population effectués dans la commune depuis 1793. Pour les communes de moins de 10 000 habitants, une enquête de recensement portant sur toute la population est réalisée tous les cinq ans, les populations de référence des années intermédiaires étant quant à elles estimées par interpolation ou extrapolation. Pour la commune, le premier recensement exhaustif entrant dans le cadre du nouveau dispositif a été réalisé en 2005.

En 2022, la commune comptait 169 habitants, en évolution de +19,01 % par rapport à 2016 (Vosges : −2,96 %, France hors Mayotte : +2,11 %).
| 1793 | 1800 | 1806 | 1821 | 1831 | 1836 | 1841 | 1846 | 1856 |
| ---- | ---- | ---- | ---- | ---- | ---- | ---- | ---- | ---- |
| 447  | 568  | 562  | 574  | 602  | 666  | 684  | 597  | 533  |

| 1861 | 1866 | 1876 | 1881 | 1886 | 1891 | 1896 | 1901 | 1906 |
| ---- | ---- | ---- | ---- | ---- | ---- | ---- | ---- | ---- |
| 511  | 504  | 473  | 444  | 416  | 394  | 374  | 380  | 369  |

| 1911 | 1921 | 1926 | 1931 | 1936 | 1946 | 1954 | 1962 | 1968 |
| ---- | ---- | ---- | ---- | ---- | ---- | ---- | ---- | ---- |
| 335  | 277  | 245  | 208  | 201  | 179  | 167  | 153  | 138  |

| 1975 | 1982 | 1990 | 1999 | 2005 | 2006 | 2010 | 2015 | 2020 |
| ---- | ---- | ---- | ---- | ---- | ---- | ---- | ---- | ---- |
| 136  | 130  | 134  | 152  | 162  | 167  | 162  | 148  | 160  |

| 2022 | - | - | - | - | - | - | - | - |
| ---- | - | - | - | - | - | - | - | - |
| 169  | - | - | - | - | - | - | - | - |

### Enseignement
Établissements d'enseignements :
- Écoles maternelles et primaires à Rouvres-la-Chétive, Châtenois, Rebeuville, Rainville, Neufchâteau.
- Collèges à Châtenois, Neufchâteau, Mandres-sur-Vair, Liffol-le-Grand.
- Lycées à Neufchâteau, Mandres-sur-Vair, Contrexéville.

### Santé
Professionnels et établissements de santé :
- Médecins à Neufchâteau, Châtenois, Contrexéville[47].
- Pharmacies à Neufchâteau, Châtenois, Vicherey[48].
- Hôpitaux à Châtenois, Neufchâteau, Vittel[49].

### Cultes
- Culte catholique, Paroisse Saint-Jean-Baptiste-au-Pays-de-Châtenois[50], Diocèse de Saint-Dié.

## Culture locale et patrimoine

### Lieux et monuments

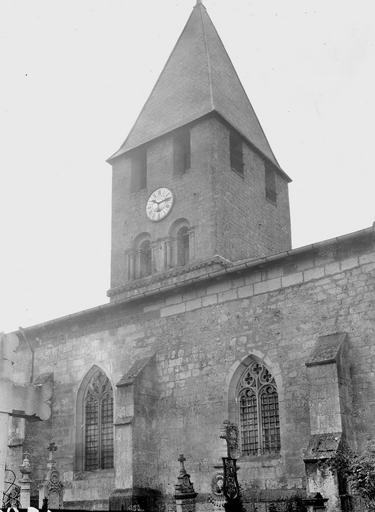
Clocher de l'église.
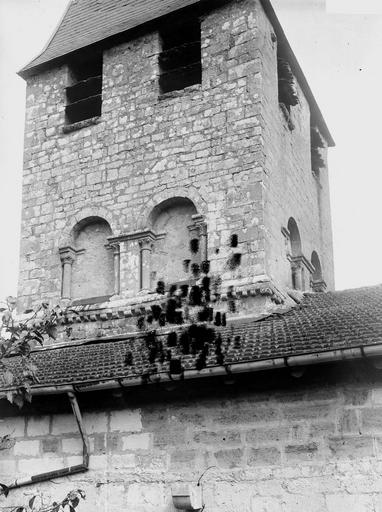
Détail du clocher.
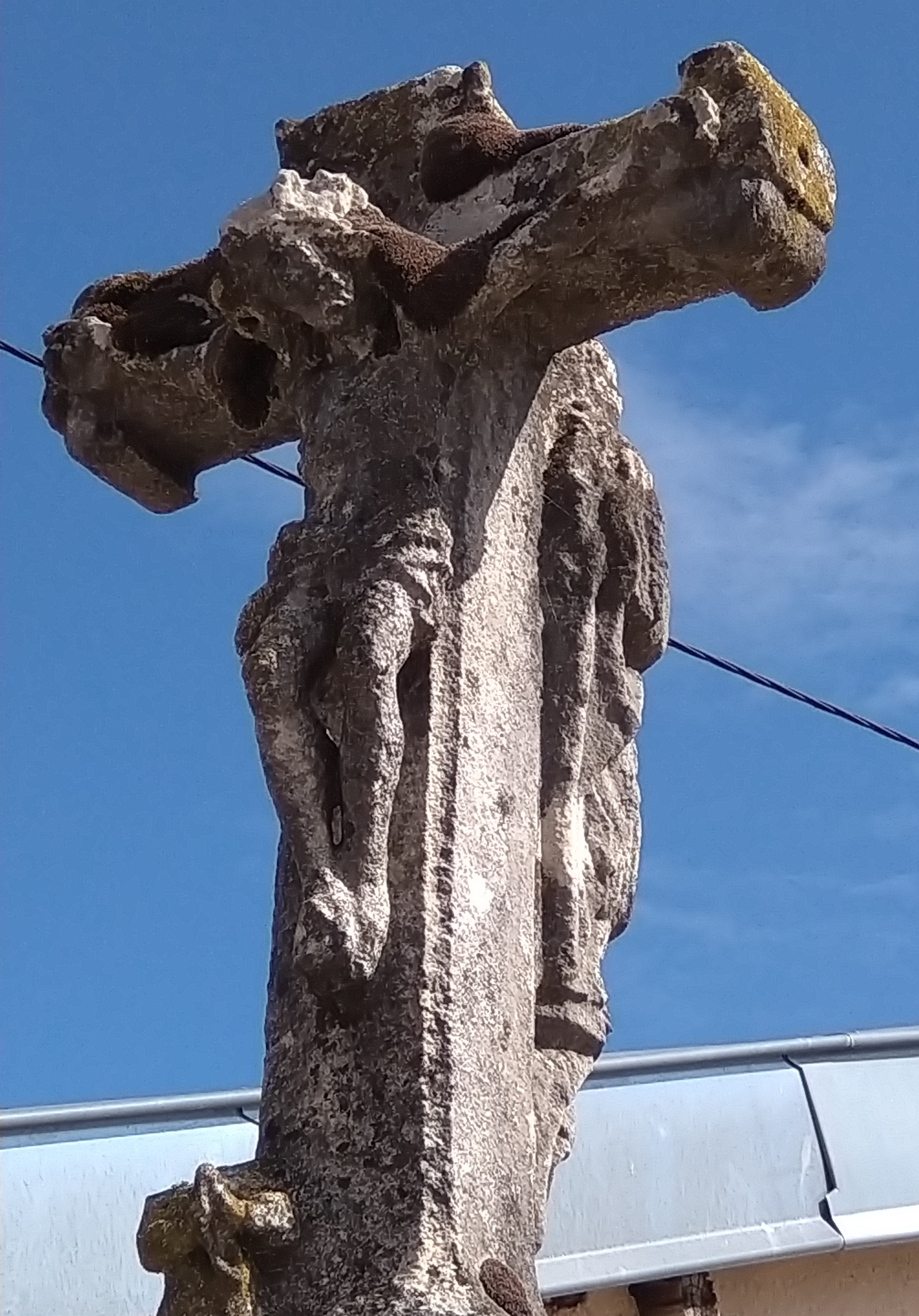
Croix d'Imbrécourt (Christ recto).
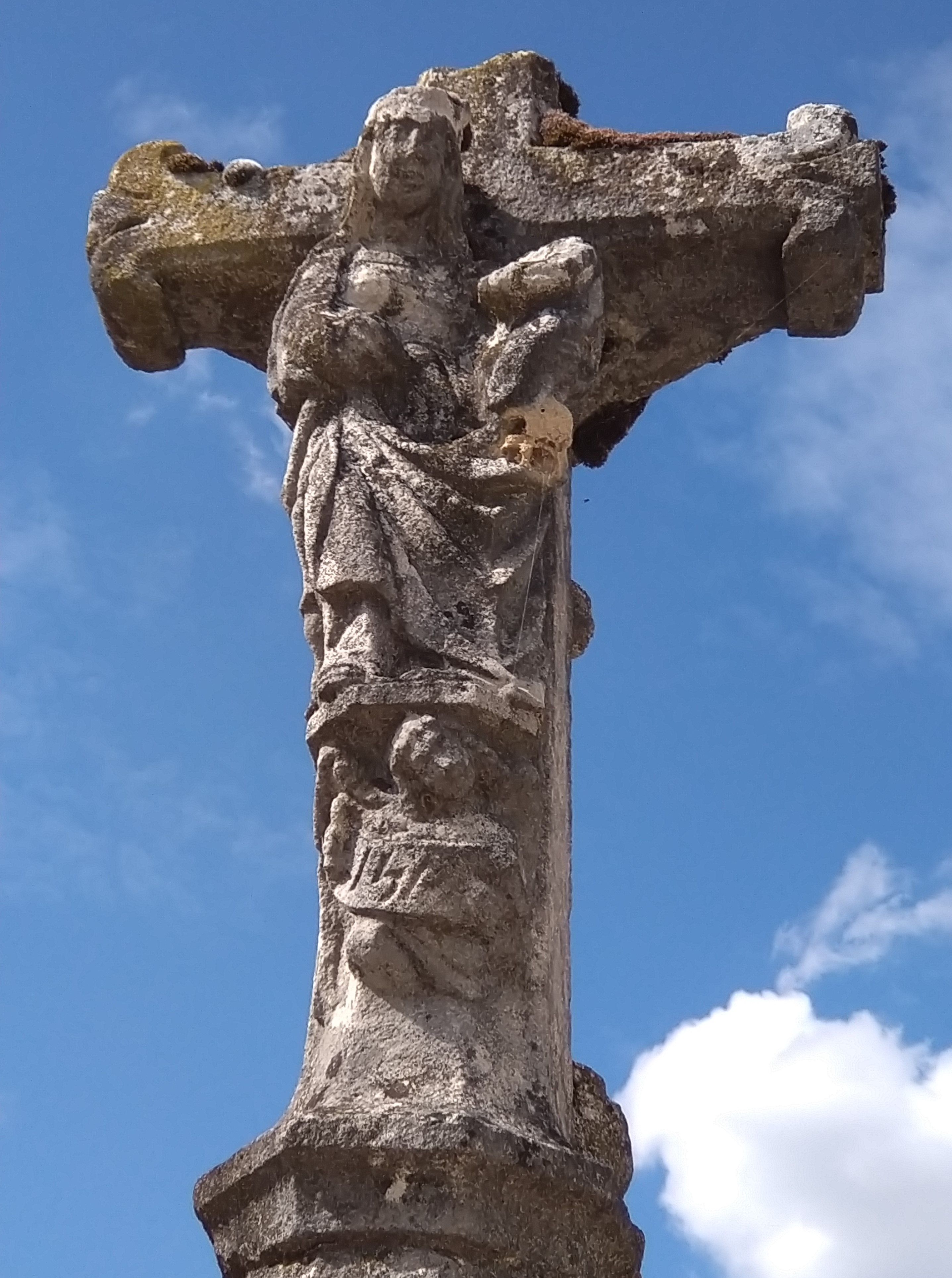
Croix d'Imbrécourt (Vierge verso).
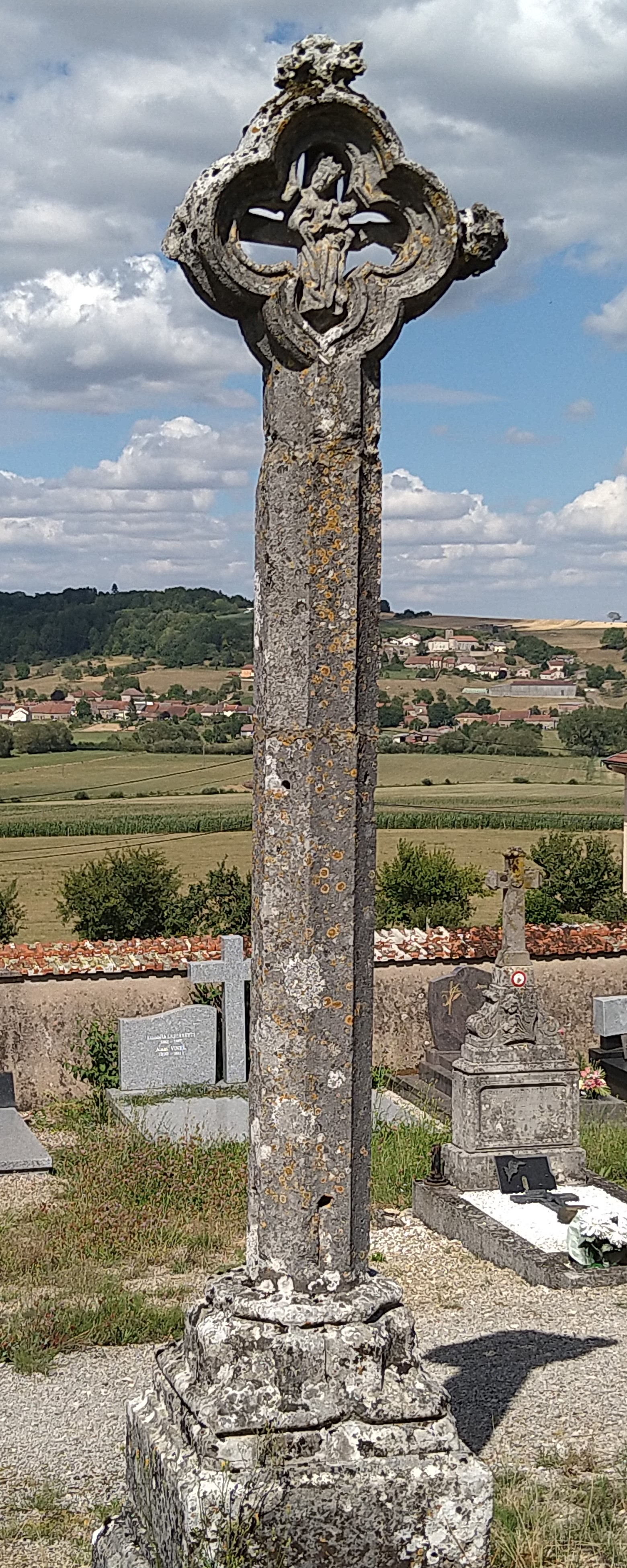
Croix de cimetière .
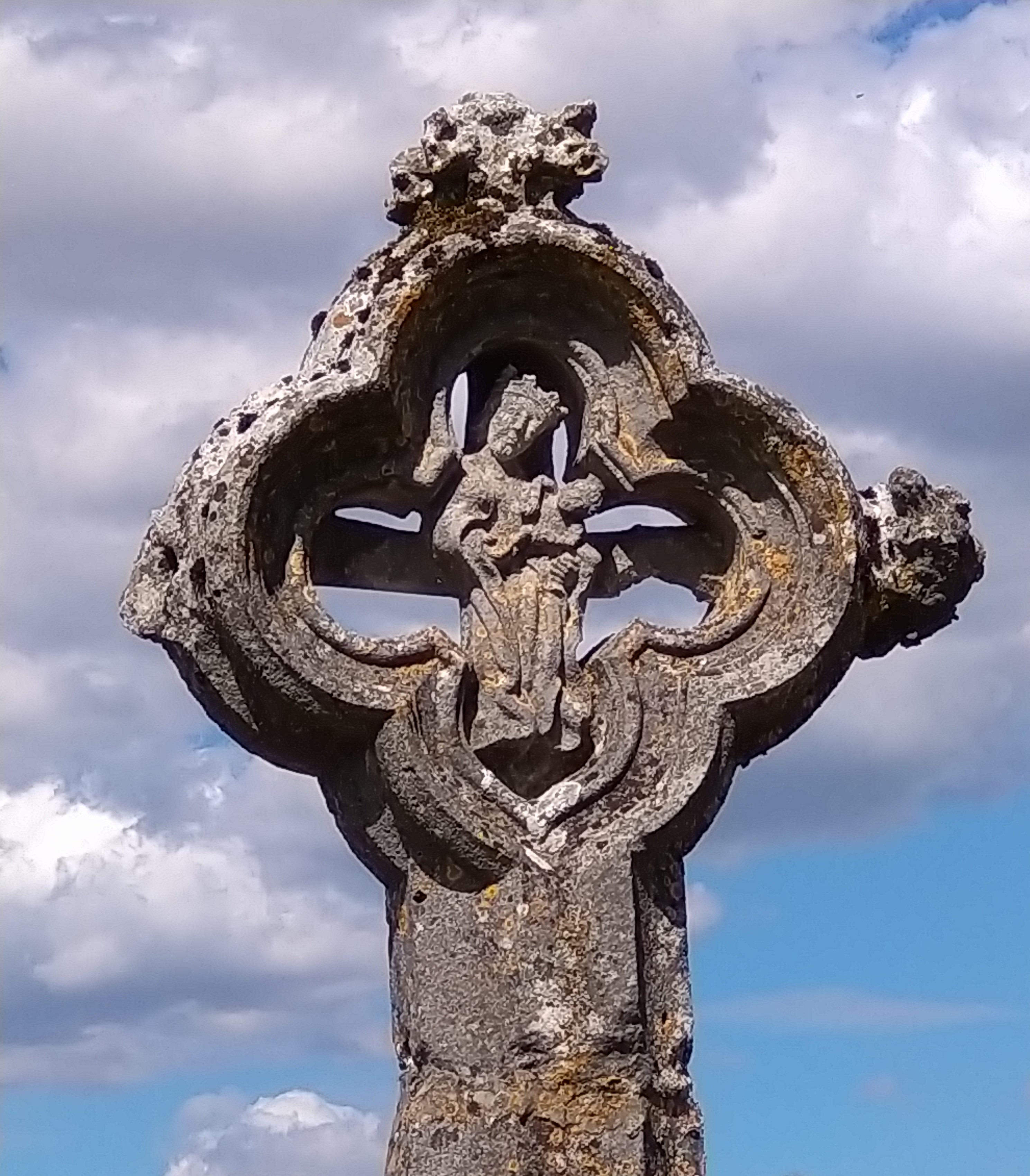
Croix de cimetière (détail verso).

- Église paroissiale Saint-Martin classée monument historique par arrêté du 15 septembre 1995[51]. Édifice roman avec sa tour conservée, reconstruit à la fin du XVe siècle dans le style gothique tardif lorrain[52],[53],[54].

Patrimoine mobilier :
* Statue Vierge à l'Enfant.
* Statue Saint Roch,.
* 3 statues : Saint Jean-Baptiste, Saint Fiacre, Un saint.
* Dalles funéraires,.
* Chaire à prêcher.
* Cloche en façade de l'entrée.
- Croix monumentale du XVIe siècle datée de 1511, située au hameau d'Imbrecourt[62], classée au titre des monuments historiques par arrêté du 23 juillet 1907[63].
- Croix de cimetière du XVIe siècle classée au titre des monuments historiques par arrêté du 23 juillet 1909[64].
- Ces deux croix sont décrites en détails dans un article de l'abbé Chapelier[65].
- Monument aux morts[66],[67],[68].
- Pont du creux[69].

### Héraldique
| Blason de Vouxey | Blason  | De gueules au pairle ondé diminué renversé d'argent cantonné en chef d'une couronne de laurier d'or, et d'un casque romain du même et en pointe d'une roue d'argent. |
| Blason de Vouxey | Détails | Armoiries composées par R.A. Louis et mises à disposition de la commune depuis juillet 2014.                                                                         |

### Personnalités liées à la commune
- François Firmin Rouyer (1760 à Vouxey-1834 à Neufchâteau), homme politique, député des Vosges en 1815.
- Marie François Rouyer (1765-1824), général des armées de la République et de l'Empire, y est né.
- Jean-François Duquesnoy, prieur et procureur de la maison de Chaumousey, chanoine régulier, curé de Vouxey entre 1772 et 1789, est le promoteur des comices agricoles[71] et des expositions[72].
- Abbé Pierre Jorand, curé de Vouxey, résistant Forces françaises de l'intérieur (FFI), est arrêté en juin 1944, déporté à Dachau et libéré en avril 1945[73].
- Médaillés de Sainte-Hélène[74].

## Pour approfondir